# Вавилон (сингл)
«Вавилон» — первый макси-сингл группы «Кипелов», выпущенный 1 марта 2004 года на лейбле Moroz Records. 
В сингл вошли песня «Вавилон» и две перезаписанные песни с альбома Валерия Кипелова и Сергея Маврина «Смутное время» (1997). На обложке сингла изображена картина Питера Брейгеля Старшего «Вавилонская башня». «Вавилон» стал первой новой песней, выпущенной «Кипеловым» после раскола группы «Ария». Это единственный студийный диск «Кипелова», который записан ещё «арийским» составом, с участием Сергея Терентьева и Сергея Маврина.

## История создания
«Вавилон» — первая песня, сочинённая Валерием Кипеловым в соавторстве с поэтессой Маргаритой Пушкиной после ухода из «Арии» и создания группы «Кипелов». Первоначальную мелодию «Вавилона» предложил Кипелов, аранжировка была сделана Сергеем Терентьевым.
Текст песни за авторством Маргариты Пушкиной посвящён Вавилонскому столпотворению, гордыне и грехопадению древнего города, которые служат метафорой грехов современной цивилизации. По словам автора, изначальный вариант текста был куда жёстче, но Кипелов его отверг. Пушкина проводит параллели с трактовкой «Вавилона» как воплощения греха в растафарианстве и считает, что песня «довольно растаманская».

Вавилон — это общество, в котором мы с вами живём, столпотворение, смешение рас и языков. Человек каждый раз сам создаёт этот хаос, пытаясь покорить природу, дотянуться до неба. Ну, а чем кончается каждый раз (именно каждый раз) эта история, образованные люди знают.
— Маргарита Пушкина

На концертах исполнение песни «Вавилон» часто предваряется декламированием стиха из Библии (Иер. 51:7): «Вавилон был золотой чашей в руках Господа. Народы пили из неё вино и безумствовали».
Запись сингла была сделана на студиях Gigant Record и R-sound. Песня была впервые презентована 3 октября 2003 года в московском ДС «Лужники» в новой концертной программе «Вавилон». Выступление посетило более 10 тысяч человек. Валерий Кипелов считает этот концерт самым важным для группы, поскольку «мало кто верил, что мы можем подняться» (после раскола «Арии»). Песня «Вавилон» на концерте была исполнена в аранжировке, отличной от альбомной.
Ещё до выхода сингла, в декабре 2003 года, «Вавилон» попал в ротацию «Нашего радио», сразу занял первое место в хит-параде «Чартова дюжина» и продержался в нём 10 недель. Песня не вошла в готовившийся тогда альбом «Реки времён» (2005), который увидел свет двумя годами позже, но была записана бонусом на переиздании первого концертного альбома группа «Путь наверх».
После записи «Вавилона» состав группы покинул Сергей Терентьев, а осенью 2004 и Сергей Маврин. Таким образом, сингл стал последней работой музыкантов в первоначальном составе.
Поначалу песня получила противоречивые отзывы: так, Дмитрий Бебенин (Звуки.ру) в 2003-м писал, что «Вавилон» «не производит особого впечатления на старых поклонников», и отмечал сходство песни с «Колизеем» «Арии»: «Отдельные личности на первых же тактах принялись с энтузиазмом мычать: «Боги прокляли спятивший Рим…» Что самое смешное — до припева им даже удавалось не особо вылетать из тональности». Но со временем отношение к ней изменилось: в 2019-м София Бранчукова на Musecube пишет, что на песне «выросло целое поколение фанатов».

## Список композиций
Вся музыка написана Валерием Кипеловым.
| №  | Название             | Текст песни       | Длительность |
| -- | -------------------- | ----------------- | ------------ |
| 1. | «Вавилон»            | Маргарита Пушкина | 5:46         |
| 2. | «Я свободен!»        | Пушкина, Кипелов  | 7:13         |
| 3. | «Смутное время»      | Пушкина           | 4:50         |
| 4. | «Я свободен!» (клип) | Пушкина, Кипелов  | 7:19         |

## Участники записи
- Валерий Кипелов — вокал
- Сергей Терентьев — гитара, клавишные
- Сергей Маврин — гитара, клавишные
- Алексей Харьков — бас-гитара
- Александр Манякин — ударные

## Клип
Видеоклип на песню «Вавилон» снял режиссёр Виталий Мухаметзянов. Съёмки прошли в Московском цирке на проспекте Вернадского и ДК им. Горбунова. Оператором был Александр Шмид. В главной роли клипа снялся известный дрессировщик Эдгард Запашный, также в клипе появился лев семьи Запашных, Майкл. Этот клип стал дебютом для нового гитариста группы, Андрея Голованова, сменившего Сергея Терентьева.
В клипе показывается, как нищий странник, роль которого играет Запашный, влачится по пустыне. Придя в поднявшийся из песков Вавилон, бродяга превращается в чудовище. Затем очищающий огонь уничтожает Вавилон и возвращает бродяге его прежний скромный облик. Кипелов с группой всё это время играют в декорациях Вавилона, нарисованного с помощью компьютерной графики на студии «Муха».
Клип попал в ротацию телеканалов «MTV Россия» (где несколько раз возглавлял sms-чарт) и «Муз-ТВ».